# Разбойна (област Бургас)
Вижте пояснителната страница за други значения на Разбойна.
 За другото българско село вижте Разбойна (област Търговище).  
Разбо̀йна е село в Югоизточна България, община Руен, област Бургас.

## География
Село Разбойна се намира на около 9 km на изток-североизток от общинския център село Руен и около 33 km на север-северозапад от областния център град Бургас. На около 2 km южно от селото минава третокласният републикански път III-2085, който на запад води през селата Преображенци и Руен към връзка с третокласния републикански път III-208 (Айтос – Провадия), а на изток – през селата Просеник и Горица към връзка северно от село Гюльовца с третокласния републикански път III-906. Общински път от Разбойна води към връзка с път III-208 и намиращото се южно край него село Ръжица.
Село Разбойна е разположено в южните склонове на Еминска планина, Източна Стара планина. Климатът е преходноконтинентален, преобладават ранкери и лесивирани почви. Поминъкът се основава предимно на зърнопроизволство, тютюнопроизводство, лозарство, картофопроизволство, говедовъдство, овцевъдство, козевъдство.
Минималните надморски височини в ниските югоизточни части на селото са около 140 m, максималните във високите северозападни части – около 230 m, а при джамията надморската височина е около 172 m. По водосливно понижение от север на юг през селото тече малък ляв приток на Хаджийска река, вливащ се в нея при североизточния край на село Ръжица.
Населението на село Разбойна наброява 685 души към 1934 г., 929 (максимум) към 1985 г. и 850 (по текуща демографска статистика за населението) към 2018 г.
При преброяването на населението към 1 февруари 2011 г., от обща численост 817 лица, за 5 лица е посочена принадлежност към „българска“ етническа група, за 19 – към „турска“ и за останалите не е даден отговор.

## История
След края на Руско-турската война 1877 – 1878 г., по Берлинския договор селото остава на територията на Източна Румелия. От 1885 г. – след Съединението, то се намира в България с името Харами дере. Преименувано е на Разбойна през 1934 г.

## Население

### Етнически състав
Преброяване на населението през 2011 г.
Численост и дял на етническите групи според преброяването на населението през 2011 г.:
|                     | Численост |
| Общо                | 817       |
| Българи             | 5         |
| Турци               | 19        |
| Цигани              | -         |
| Други               | -         |
| Не се самоопределят | -         |
| Неотговорили        | 792       |

## Религии
Религията, изповядвана в село Разбойна, е ислям.

## Обществени институции
Село Разбойна към 2020 г. е център на кметство Разбойна.
В село Разбойна към 2020 г. има:
- действащо общинско основно училище „Д-р Петър Берон“;[10]
- постоянно действаща джамия;[11]
- пощенска станция.[12]

## Културни и природни забележителности
В центъра на селото са изградени два паметника, изработени от зелен камък, отнесени към различни събития. Единият е посветен на загиналите през Балканската война и Първата световна война. Вторият паметник е посветен на загиналите в Отечествената война и борбата срещу фашизма.